# Larbont
Larbont település Franciaországban, Ariège megyében. Lakosainak száma 60 fő (2022. január 1.). Larbont Alzen, La Bastide-de-Sérou, Esplas-de-Sérou, Montagagne és Nescus községekkel határos.

## Népesség
A település népességének változása:
| Lakosok száma | 53   | 24   | 43   | 41   | 45   | 50   | 57   | 59   | 61   | 60   |
|               | 1968 | 1982 | 1990 | 2006 | 2013 | 2015 | 2017 | 2019 | 2020 | 2022 |